# Outback Worship Sessions
Outback Worship Sessions es un álbum de estudio de Planetshakers. Planetshakers Ministries International y el sello Integrity lanzaron el álbum el 12 de mayo de 2015. Se trabajó con Ed Cash en la producción de este álbum. 

## Lista de canciones
Descripción del álbum.
| No.             | Título                    | Líderes de alabanza y adoración | Escritor(es)                                            | Duración |
| --------------- | ------------------------- | ------------------------------- | ------------------------------------------------------- | -------- |
| 1.              | "Like a Fire"             | Aimee Evans                     | Joth Hunt                                               | 4:27     |
| 2.              | "Spirit of God"           | B.J. Pridham                    | Ed Cash, B.J. Pridham                                   | 4:39     |
| 3.              | "Leave Me Astounded"      | Aimee Evans                     | Pridham                                                 | 5:30     |
| 4.              | "My Soul Longs for Jesus" | Samantha Evans                  | Cash                                                    | 4:18     |
| 5.              | "Endless Praise"          | Joth Hunt                       | Andy Harrison, Hunt                                     | 3:44     |
| 6.              | "Nothing Is Impossible"   | Joth Hunt                       | Hunt                                                    | 4:10     |
| 7.              | "Covered"                 | B.J. Pridham                    | Israel Houghton, Hunt                                   | 4:17     |
| 8.              | "Father"                  | Aimee Evans                     | Cash, Pridham                                           | 4:10     |
| 9.              | "Made for Worship"        | Aimee Evans                     | Harrison, Pridham                                       | 5:21     |
| 10.             | "This Is the Day"         | Aimee Evans                     | Harrison, Hunt, Pridham                                 | 4:37     |
| 11.             | "This Is Our Time"        | B.J. Pridham                    | Aimee Evans, Josh Ham, Harrison, Steph Ling, Mitch Wong | 3:37     |
| Total duración: | Total duración:           | Total duración:                 | Total duración:                                         | 48:50    |

## Posición en listas
| Lista (2015)                        | Máxima posición |
| ----------------------------------- | --------------- |
| Australian Independent Albums (AIR) | 4               |
| Christian Albums (Billboard)        | 44              |
| Christian Albums Sales (Billboard)  | 44              |